# スプリングフィールドに関する22の短いフィルム
スプリングフィールドに関する22の短いフィルム（英語: 22 Short Films About Springfield）は、アメリカのテレビアニメシリーズ「ザ・シンプソンズ」シーズン7の第21話である。アメリカでは1996年4月14日に、日本では翌年の8月23日に放送された。
スプリングフィールドに住むメインキャラ・脇役を問わず様々な登場人物たちの日常を描いた22本の短編で構成された、いわゆるオムニバス形式のエピソード。『パルプ・フィクション』などの作品のパロディがふんだんに盛り込まれており、ザ・シンプソンズの中でも評価が高いエピソードの一つとなっている。特にIパート（9本目）の『Skinner & the Superintendent（スキナーと教育長）』は『Steamed Hams（蒸し肉）』と呼ばれるインターネット・ミームで有名である（後述）。

## 概要

### Steamed Hams

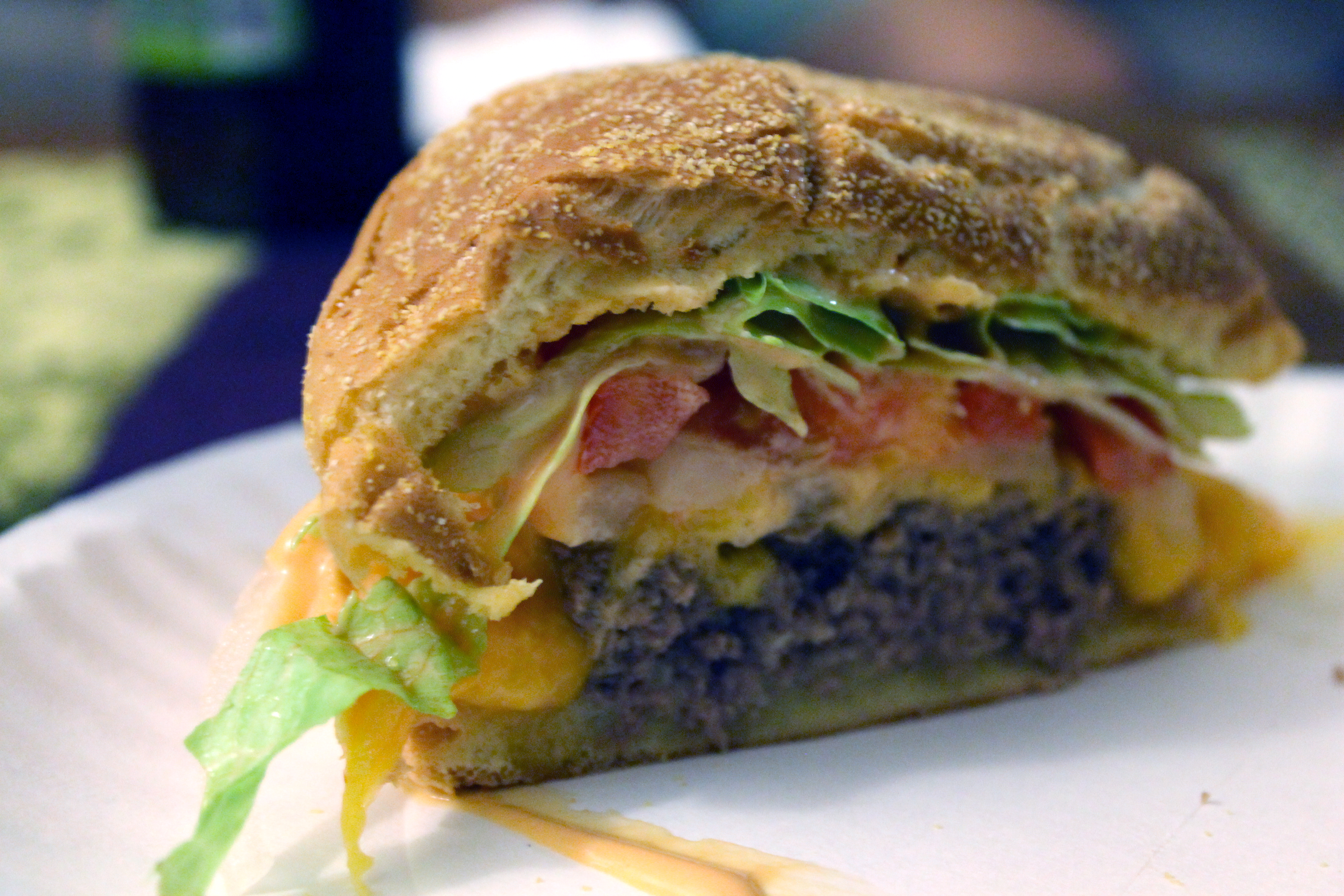
半分にスライスした実際の蒸しハンバーガー

Steamed Hams（日本語吹替：蒸し肉）は、当エピソードの9番目のショートフィルム『Skinner & the Superintendent（スキナーと教育長）』を指す通称、及びそこから派生したインターネット・ミームの名称である。
チェルマーズ教育長を昼食に招いたシーモア・スキナー校長が、昼食に出す予定のローストビーフを燃やしてしまい、代わりに向かいのファーストフード店でこっそり購入したハンバーガーを出して何とか誤魔化しながら振る舞う、という内容である。「蒸し肉 (Steamed Hams)」という用語は、チェルマーズの指摘をかわす為に苦し紛れに造ったスキナーの造語である。
奇妙な造語や迷言を連発して上手くやり過ごそうとするスキナーと、それに疑いの目を向けつつもすんなり受け入れるチェルマーズの会話が大受けし、本作を代表する名シーンの一つとしてFacebookグループなどのインターネットのコミュニティで人気を博し、2018年頃よりYouTubeで「Steamed Hams But…」のタイトルが付いた、絵柄を他のアニメーションスタイルに描き直したパロディー動画やリミックス動画が多数生み出されるなど、有名なインターネット・ミームとなっている。